# John Toland (filosoof)
John Toland (Ardagh, 30 november 1670 – Putney, 11 maart 1722) was een Iers-Britse filosoof en theoloog.
Hij werd gedoopt als rooms-katholiek maar bekeerde zich op 16-jarige leeftijd tot het protestantisme. Hij studeerde aan de universiteiten van Glasgow, Edinburgh en Leiden. Voor zijn eerste boek, Christianity Not Mysterious (1696), werd hij veroordeeld. Hierdoor vluchtte hij naar Engeland waar hij het grootste deel van zijn leven verbleef.
Hij schreef honderden boeken waarvan het merendeel is gewijd aan kritiek op kerkelijke instituten. In zijn Christianity Not Mysterious formuleerde hij een striktere versie van John Lockes epistemologische rationalisme. In dit werk betoogt hij dat er geen feiten of doctrines in de Bijbel staan die niet helemaal duidelijk, redelijk of begrijpelijk zijn, noch tegenovergesteld aan de rede, noch onbegrijpelijk voor de rede (deïsme). Hij stelt daarin dat alle openbaringen menselijk zijn en dat wat niet begrijpbaar is afgewezen dient te worden als onzin. Bovendien beweert hij hierin dat God noch zijn openbaringen het menselijk redeneren te boven gaan.
De term pantheïsme is afkomstig van Toland om de filosofie van Spinoza te beschrijven. Toland was betrokken bij een groep pantheïsten: in 1717 stichtte hij de Ancient Druid Order. Deze organisatie werd in 1964 in twee groepen opgesplitst, die beide nog bestaan (The Druid Order en de Order of Bards, Ovates and Druids).